# Abbeville (Geòrgia)
Abbeville és una població dels Estats Units a l'estat de Geòrgia. Segons el cens del 2000 tenia 2.298 habitants.

## Demografia
Segons el cens del 2000, Abbeville tenia 2.298 habitants, 373 habitatges, i 255 famílies. La densitat de població era de 290 habitants per km².
Dels 373 habitatges en un 33,5% hi vivien nens de menys de 18 anys, en un 44,2% hi vivien parelles casades, en un 21,2% dones solteres, i en un 31,4% no eren unitats familiars. En el 28,7% dels habitatges hi vivien persones soles el 16,6% de les quals corresponia a persones de 65 anys o més que vivien soles. El nombre mitjà de persones vivint en cada habitatge era de 2,52 i el nombre mitjà de persones que vivien en cada família era de 3,06.
Per edats la població es repartia de la següent manera: un 12,1% tenia menys de 18 anys, un 12,1% entre 18 i 24, un 47% entre 25 i 44, un 19,8% de 45 a 60 i un 9,1% 65 anys o més.
L'edat mediana era de 36 anys. Per cada 100 dones de 18 o més anys hi havia 369,8 homes.
La renda mediana per habitatge era de 21.193 $ i la renda mediana per família de 23.750 $. Els homes tenien una renda mediana de 27.183 $ mentre que les dones 19.107 $. La renda per capita de la població era de 10.029 $. Entorn del 28,5% de les famílies i el 31,7% de la població estaven per davall del llindar de pobresa.

## Poblacions més properes
El següent diagrama mostra les poblacions més properes.